# Hypsosinga pygmaea nigra
Hypsosinga pygmaea là một phân loài nhện trong họ Araneidae.
Loài này thuộc chi Hypsosinga. Hypsosinga pygmaea nigra được Eugène Simon miêu tả năm 1909.

## Hình ảnh

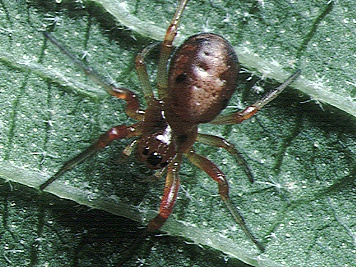
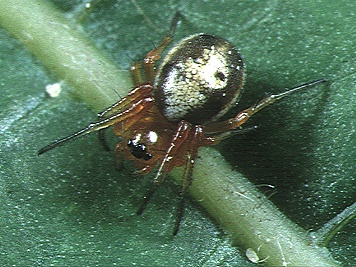
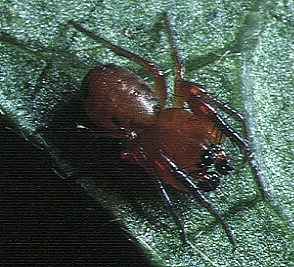
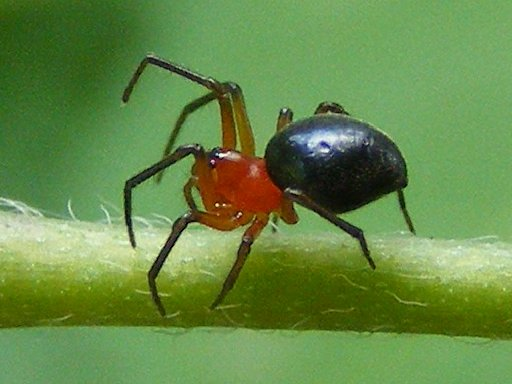